# Huey "Piano" Smith
Huey "Piano" Smith (New Orleans, 26 januari 1934 - Baton Rouge, 13 februari 2023) was een Amerikaanse rhythm-and-bluespianist en songwriter, die een grote invloed had op de ontwikkeling van rock and roll.
Zijn pianospel omvatte de boogie-woogie-stijlen van Pete Johnson, Meade Lux Lewis en Albert Ammons, de jazzstijl van Jelly Roll Morton en de R&B-stijl van Fats Domino. Steve Huey van AllMusic merkte op: "Op het hoogtepunt van zijn spel belichaamde Smith de R&B van New Orleans op zijn meest aanstekelijke en meeslepende, zoals blijkt uit zijn kenmerkende klassieker "Rockin' Pneumonia and the Boogie Woogie Flu".

## Biografie

### Jeugd
Smith werd geboren in de wijk Central City in New Orleans. Zijn vader was een dakdekker, zijn moeder wekte in een wasserette. Piano leerde hij van zijn oom. Smith werd beïnvloed door het vernieuwende werk van Professor Longhair. Smith schreef toen hij acht jaar oud was op de piano zijn eerste nummer "Robertson Street Boogie", genoemd naar de straat waar hij woonde. Hij zong het liedje met een vriend Percy Anderson, waarbij de twee zichzelf afficheerden als Slick en Doc. Smith ging naar de Walter L. Cohen High School in New Orleans.
Toen Smith 15 was, begon hij in clubs te werken en op te nemen met zijn flamboyante partner, Eddie Jones, die beroemd werd als Guitar Slim en met gitarist Earl King. Toen Smith achttien was, tekende hij in 1952 een platencontract bij Savoy Records, dat zijn eerste bekende single (zelf gezongen) uitbracht: "You Made Me Cry".

### Vroege carrière
In 1955 werd Smith de pianist bij de eerste band van Little Richard tijdens sessies voor Specialty Records. In hetzelfde jaar speelde hij ook piano op verschillende studiosessies voor andere artiesten, zoals Lloyd Price. Twee van de sessies resulteerden in hits voor Earl King ("Those Lonely Lonely Nights") en Smiley Lewis ("I Hear You Knocking"). Op tournee begeleidde hij Shirley and Lee.
In 1956 nam Smith op voor Ace Records met zijn Rhythm Aces. De A-kant van de plaat was "Little Liza Jane", de B-kant "Everybody's Whalin '". Op de sessie waren naast Smith op piano ook saxofonist Lee Allen, Earl King op gitaar en Earl Palmer op drums aanwezig. The Rhythm Aces bestond uit zangers Dave Dixon, Roland Cook en Issacher "Izzycoo" Gordon.

### Met de Clowns bij Ace Records
In 1957 vormde Smith de band Huey "Piano" Smith and His Clowns", met zangers Billy Roosevelt, Curley Moore en Gerri Hall, soms ook met zanger Bobby Marchan. Hij tekende via producer Johnny Vincent een langlopend contract bij Ace Records. Smith and the Clowns namen "Rockin' Pneumonia and the Boogie Woogie Flu" op met zangers Sidney Rayfield (Huey's kapster) en de achttienjarige "Scarface" John Williams. De plaat werd uitgebracht als "Rockin' Pneumonia and the Boogie Woogie Flu Part 1" op de A-kant en "Rockin' Pneumonia and the Boogie Woogie Flu Part 2" (instrumentaal) op de B-kant. De plaat werd een rock-'n-rollklassieker, waarvan meer dan een miljoen exemplaren werden verkocht, maar niet in de versie van Smith, maar in die van Johnny Rivers, die het nummer in 1972 coverde.
De hoogst genoteerde single met The Clowns, uitgebracht in 1958, was "Don't You Just Know It", met "High Blood Pressure" op de B-kant. Het bereikte nummer 9 in de Billboard Pop-hitlijst en nummer 4 in de Rhythm and Blues-hitlijst.
Het was "Scarface" John Williams die het kenmerkende "Mardi Gras"-geluid aan de platen van Huey Smith bijdroeg. Hij was lid van de Apache Hunters, een Mardi Gras-indianengroep. Hij verzorgde de leadzang op "Genevieve", "Tu-Ber-Cu-Lucas And The Sinus Blues", "Beatnik Blues" en "Quit My Job", en backing-zang bij o.a. "Don't You Just Know It", "Pop -Eye" en "Just A Lonely Clown". Williams verliet de Clowns in 1959 en vormde de Tick Tocks.
In 1958 bracht Vin Records, een dochterlabel van Ace Records, onder de artiestennaam 'Huey And Jerry' een populaire single uit: "Little Chickee Wah Wah", Jerry was 'Clowns'-zangeres Gerri Hall. (Dit nummer wordt soms verward met de gelijknamige single "Chickie Wah Wah" uit 1956 van Bobby Marchan, die geheel andere teksten, tempo, akkoordstructuur en melodie heeft; de compositie van Smith en Johnnu Vincent is opgebouwd rond de melodie van het oude Afro-Amerikaanse kinderliedje "Little Sally Walker.")
Ace Records bracht in die periode nog een aantal singles uit van Huey "Piano" Smith and His Clowns, waaronder "We Like Birdland", "Well I'll Be John Brown" en "Don't You Know Yockomo" (waarvan een coverversie , opgenomen door de Nieuw-Zeelandse Dinah Lee, in 1964 een nummer 1-positie bereikte in zowel Nieuw-Zeeland als Australië).
In 1959 verving Ace Records de zang van Smith en Gerry Hall op de originele opname van zijn compositie "Sea Cruise" door een opname van zanger Frankie Ford. Het nummer was Fords eerste hit en er werden meer dan een miljoen exemplaren van verkocht. Ace's beslissing om het nummer met de Ford-zang uit te brengen en om de originele versie van Smith niet uit te brengen, betekende dat Smith niet volledig kon profiteren van zijn eigen werk, en de zet van Ace wordt door muziekhistorici beschouwd als een voorbeeld van raciaal onrecht in de jaren 1950.
Smith verliet Ace Records voor Imperial Records, en nam op met Dave Bartholomew, maar hun singles hadden geen succes in de nationale hitlijsten. In 1962 keerde Smith terug naar Ace, waar hij zijn laatste hitsingle opnam : "Pop Eye".

### De jaren na Ace
In de jaren na 1963 maakte Smith verschillende comebacks, waarbij hij optrad als Huey "Piano" Smith and His Clowns, the Hueys, the Pitter Pats en Shindig Smith and the Soul Shakers, maar hij heeft nooit zijn vroegere mate van succes bereikt. Een nieuwe opname van "Rocking Pneumonia" - met originele zanger "Scarface" John Williams - verscheen in 1971 op het dochterlabel Cotillion van Atlantic Records. Het was opgenomen samen met de remakes "High Blood Pressure", "Don't You Just Know It" en "We Like Mambo" in 1970. Williams was tegen die tijd Chief geworden van de Apache Hunters Mardi Gras Indianen, en "We Like Mambo" bevatte hiernaar verwijzingen.

### Latere jaren
Smith maakte in 1977 nieuwe opnames met een band genaamd Skor in de Sea-Saint Studios in New Orleans. Deze opname werd in 1981 uitgebracht als het album Rockin '& Jivin' door het Britse platenlabel Charly Records. Dit album was de laatste studio-opname van Smith.
In 1979 maakte Smith samen met Bobby Marchan, Gerri Hall, Roosevelt Wright en Curley Moore de als nieuwe versie van de Clowns hun debuut op het "New Orleans Jazz and Heritage Festival", gevolgd door hun laatste optreden in 1981.
Op 17 december 1985 werd Curley Moore vermoord aangetroffen in de wijk Algiers in New Orleans, Louisiana. Hij was 42 jaar oud.
In 2000 werd Smith geëerd met een Pioneer Award van de Rhythm and Blues Foundation. In zijn dankwoord zei hij: "Eigenlijk geloof je het misschien niet, maar dit is een debuut voor mij. Het waren Huey Smith and the Clowns, mannen als Curley Moore, Bobby Marchan, Roosevelt Wright en John Williams." Toen de Louisiana Blues Hall of Fame een jaar later Smith eerde, zei hij nederig dat de eer vooral aan de Clowns toekwam. "Ik had de groep de Pitter Pats en ook de Hueys, maar nu zijn de leden van de Clowns erg belangrijk" - Bobby Marchan, Curley Moore, 'Scarface' John Williams", en Gerri Hall.
Smith stierf in Baton Rouge, thuis in zijn slaap op 13 februari 2023 op 89-jarige leeftijd.